# Meșteșug milenar
Meșteșug milenar este un film românesc din 1964 regizat de Silvia Armașu.